# 吸血鬼紀事
《吸血鬼紀事》，又稱《吸血鬼年鑑》或《吸血鬼歷代紀》（英語：The Vampire Chronicles）是美國作家安·萊絲所著的一系列吸血鬼小說的總稱，小說故事始於並圍繞着一名虛構的18世紀法國貴族黎斯特·德·萊昂柯特轉化為吸血鬼之後展開。此套系列小說敍事的時空背景也以18世紀末的紐奧良為原點，再上下挪移，縱跨世紀末巴黎的衣香鬢影、法國大革命時期的失序世界、中世紀的陰沈動盪、古羅馬的狂歡饗宴，直逼古埃及王朝的殘酷壯麗全景，編織出一幅上至遠古，下達20世紀末的群魔繡帷；而吸血族版圖也自歐洲橫跨至美洲新大陸，展現超自然世界的慾望、絕望與狂夢。
萊絲在2008年的一次採訪中說她筆下的吸血鬼是「迷失靈魂的隱喩」，而《吸血鬼紀事》裡隱含的同性情色傾向也是有豐富的文獻紀錄。截止到2008年11月，此系列小說在世界範圍內售出8千萬冊。
《吸血鬼紀事》系列的第一部《夜訪吸血鬼》於1994年被改編成同名電影，由湯姆·克魯斯、布萊德·彼特、安東尼奧·班德拉斯、克利斯汀·史萊特和克絲汀·鄧斯特等主演。第三部《天譴者的女王》於2002年改編為電影，由艾莉亞、史都華·唐森和文森·培瑞茲等主演，此片加入了部份來自第二部小說《吸血鬼黎斯特》的情節。2014年8月，環球影業和 Imagine Entertainment 收購了全系列小說的影視版權。2016年11月，萊絲在臉書公佈自己著作的戲院版權回歸她手中。

## 全系列總覽

### 吸血鬼紀事
- 夜訪吸血鬼 (1976)
- 吸血鬼黎斯特 (1985)
- 天譴者的女王 (1988)
- 肉體竊賊 (1992)
- 惡魔蔓諾克 (1995)
- 少年吸血鬼阿曼德 (1998)
- 梅瑞克 (2000)
- 聖血與純金 (2001)
- 布萊克伍德莊園 (2002)
- 血夜頌歌 (2003)
- 黎斯特王子（英语：Prince Lestat） (2014)
- 黎斯特王子與亞特蘭提斯王國（英语：Prince Lestat and the Realms of Atlantis） (2016)

### 吸血新紀事
- 潘朶拉 (1998)
- 吸血鬼維多利奧 (1999)

### 梅菲爾女巫之生涯
「吸血鬼紀事」系列和「梅菲爾女巫」系列有幾部重合，因此使這套女巫系列成為了吸血鬼世界裡的一部份。
- 巫異時刻（英语：The Witching Hour (novel)） (1990)
- 惡魔萊夏（英语：Lasher） (1993)
- 非我族類（英语：Taltos (Rice novel)） (1994)
- 梅瑞克 (2000)
- 布萊克伍德莊園 (2002)
- 血夜頌歌 (2003)

## 外部連結
- 玫瑰沙漏．血絹紅酒．恆時聖體：劄記《吸血鬼紀事》 （繁體中文）